# 袖犬
袖犬（そでいぬ、英：Sleeve Dog）は、中国原産の愛玩犬ペキニーズの小型のものに与えられた愛称である。

## ペン・ロー
ペン・ロー（英：Pen-lo）はペキニーズの最小版の犬で、袖犬より更に小さかった。ペン・ロー・パ・エルフ（英：Pen-lo Pah-Erh）ともいい、体高9cm、体重1.1kg未満の非常に小さい犬であったという。20世紀初頭に中国で人気を博した。